# 蟹行
《蟹行》（德語：Im Krebsgang），是曾得過諾貝爾文學獎的德國作家君特·格拉斯，在2002年出版的小說，和纳粹时期威廉·古斯特洛夫號郵輪沉没的海难有關。和君特·格拉斯以往的作品一様，小說中關注許多之前事件的影響，小說中結合了許多事實和虛構的內容。雖然威廉·古斯特洛夫被大衛·法蘭克福謀殺以及威廉·古斯特洛夫號郵輪沉没都是真實事件，不過藉由虛構的Pokriefke家族，將這些事件帶到了不同的時間背景下。

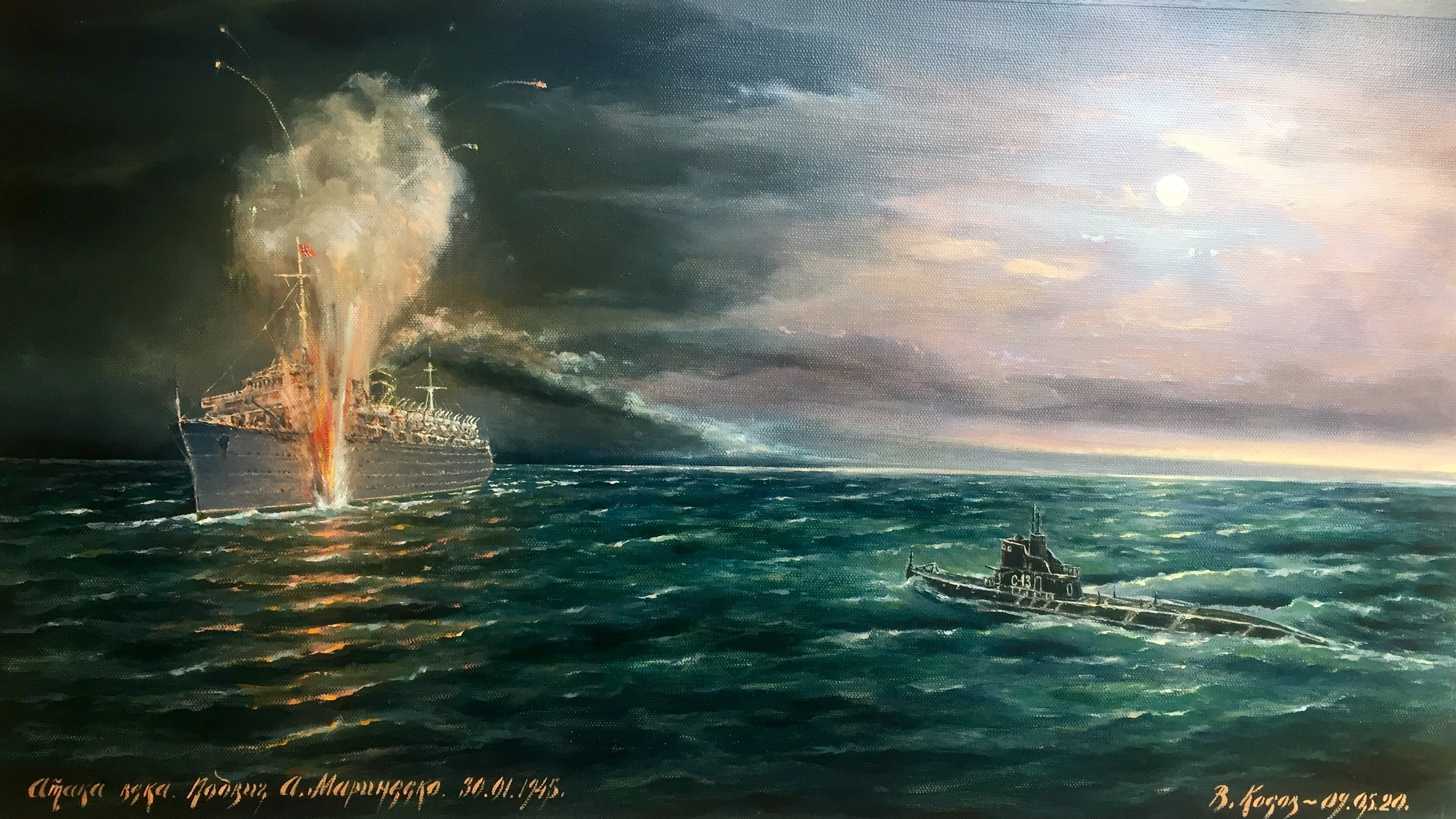
Attack of the century. Death of Wilhelm Gustloff. Vladimir Kosov